# 休憩時間10分
「休憩時間10分」（きゅうけいじかんじっぷん）は、日本の女性歌手、宇浦冴香の4枚目のシングル。

## 内容
- B'zのボーカリスト、稲葉浩志が「Sha la la -アヤカシNIGHT-」「マイミライ」に引き続き音楽プロデューサー（KANONJIと共同）を手掛けている。本作では、稲葉は作曲提供のみとなり、デビューシングル「Tears 〜涙は見せたくない〜」以来3作ぶりにタイトル曲の作詞を宇浦本人が手掛けている。歌詞は学校の休み時間の情景を歌詞にしようという発想から生まれた内容である。この曲は宇浦の作った詞が先にあり、稲葉が後からその詞に曲をつけていく（詞先）手法で作られた。ダンボールで作った校舎は、プロモーションビデオ及びジャケットで使用した。
- 前作に引き続きアニメ『結界師』のエンディングに起用されている。
- 発売に先駆け、2007年6月20日よりBeing GIZAによるシングル「マイミライ」発売記念特設サイトにおいて、タイトル曲「休憩時間10分」の着うたが3万名先着でダウンロードできるキャンペーンが行われた。また、iTunes Storeでも2007年8月1日から発売に先駆けて「休憩時間10分」のダウンロードが出来た。

## 収録曲
1. 休憩時間10分
作詞：宇浦冴香　作曲：稲葉浩志　編曲：葉山たけし
2. 君がいた
作詞：宇浦冴香　作曲・編曲：岡本仁志
3. 休憩時間10分(Instrumental)

## タイアップ
- よみうりテレビ・日本テレビ系全国ネットアニメ『結界師』エンディングテーマ
- テレビ金沢『びービーみつばち』2007年8月度エンディングテーマ
- テレビ東京『PVTV』2007年8月度エンディングテーマ